# Kostel svatého Petra a Pavla (Chotoviny)
Kostel svatých Petra a Pavla v Chotovinách je římskokatolický farní kostel původně ze 14. století, v průběhu staletí několikrát přestavovaný. Nachází se na vyvýšeném místě v severní části jihočeské obce Chotoviny v okrese Tábor a je dominantní stavbou celé obce i okolí. Spadá pod právu římskokatolické farnosti Chotoviny.
V zadní části kostela se nachází rodová hrobka Nádherných z Borutína.

## Historie

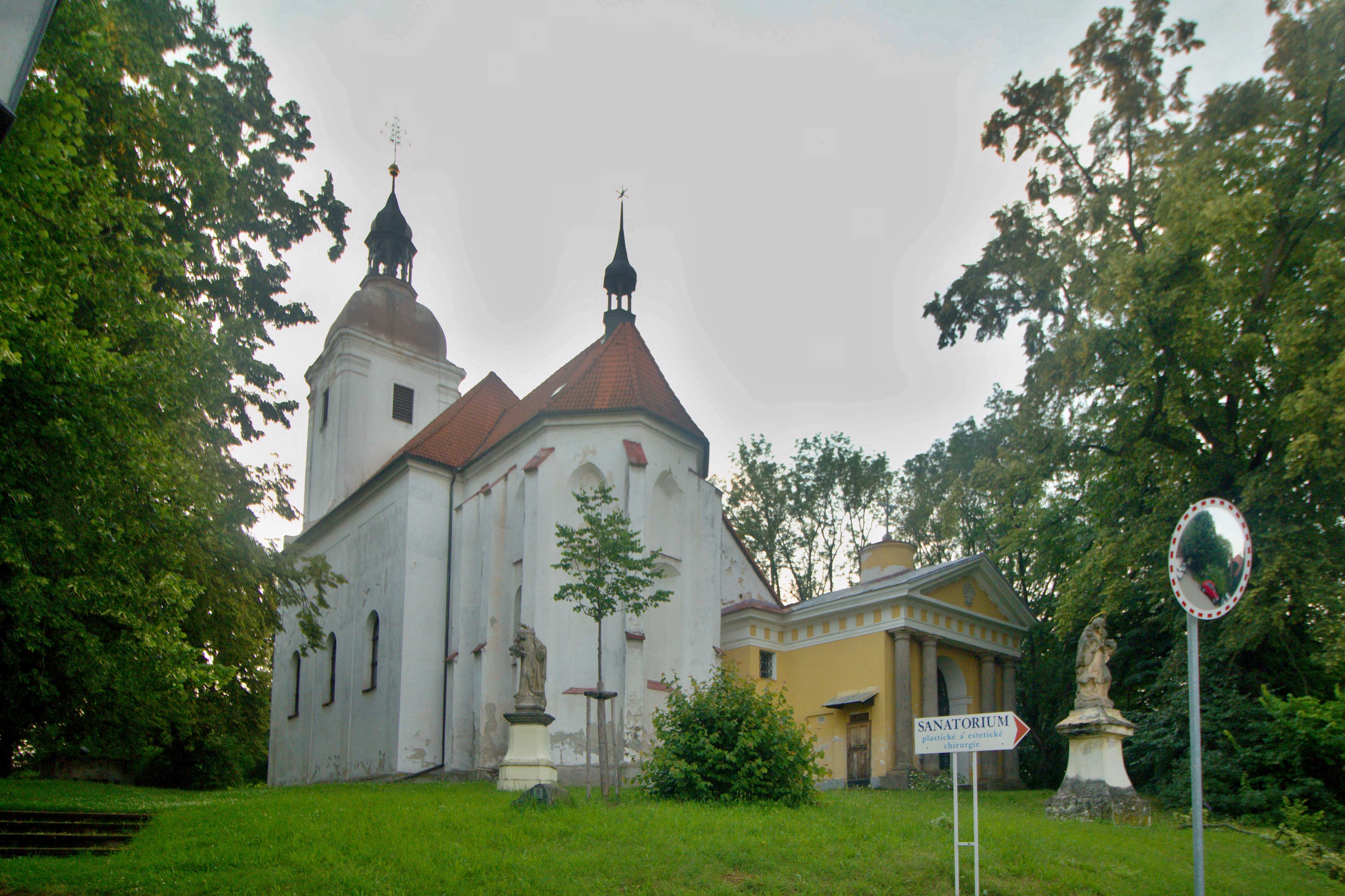
Kostel a hrobka Nádherných z Borutína

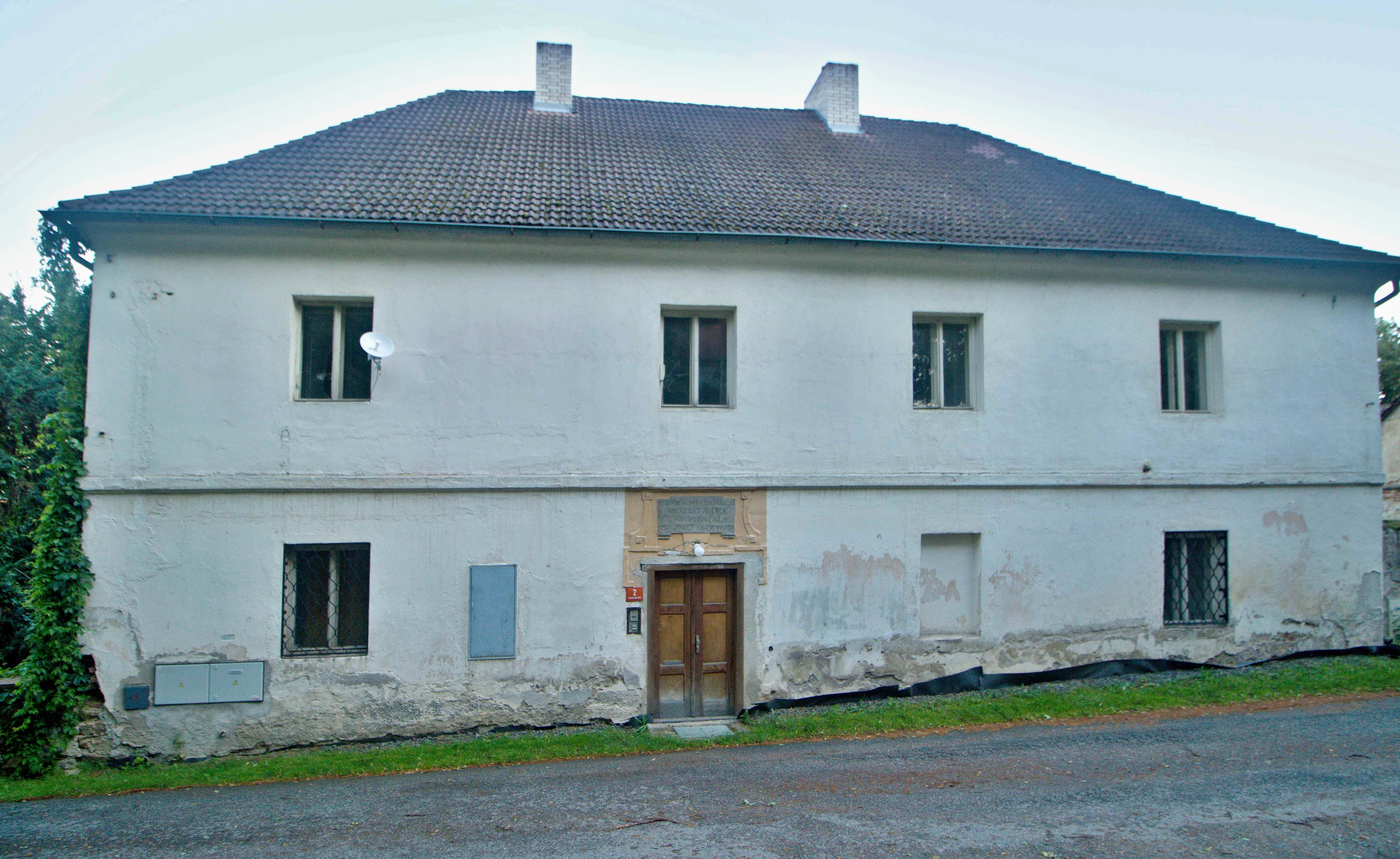
Barokní fara u kostela.

Původní kostel byl postaven kolem roku 1380 jako gotický. Nechali ho postavit Rožmberkové a jako památka z té doby se dochoval vítězný oblouk a sanktuář. K dalším úpravám kostela došlo v roce 1643, roku 1742 přibyla věž a za majitele panství kardinála Kryštofa Antonína hraběte Migazziho v letech 1781–1786 byla opravena klenba. 
Později ještě několikrát opravován, naposledy na přelomu 20. a 21. století.
V zadní části kostela se nachází rodová hrobka Nádherných z Borutína. Naproti kostelu stojí barokní budova fary z let 1780–1781, kterou nechal rovněž vybudovat kardinál Migazzi.
Kostel je přístupný během bohoslužeb každou neděli od 8.15.